# Omega Boost
Omega Boost è un gioco sparatutto tridimensionale, messo in commercio dalla Polyphony Digital per la Sony PlayStation.

## Trama
Il gioco si apre con un filmato di apertura girato in realtà aumentata che mostra la distruzione di Manhattan avvenuta per causa di un missile nucleare; contemporaneamente anche Tokyo viene spazzata via da un'altra bomba. A lanciarle è Alpha Core (letteralmente "Il nucleo Alpha"), una sinistra intelligenza artificiale che sta distruggendo il mondo.
Nella base dove risiede il colossale Omega Boost (un enorme mecha), ultima speranza dell'umanità, viene spiegato che Alpha Core ha intenzione di tornare indietro nel tempo e di alterare la storia prendendo il controllo di ENIAC, il primo computer mai creato, e diventare così invincibile.
A pilotare il gigantesco robot è il primo tenente Lester che impavido accetta la sua missione. Catapultato alle coordinate del tunnel spazio-temporale utilizzato da Alpha Core, torna indietro nel tempo all'anno 1946 in pieno spazio aperto dove inizia la lotta contro le navi e i robot del nemico.

## Modalità di gioco
Il gioco si suddivide in 9 missioni principali, più altre 9 da sbloccare, e giocabili solo in modalità "Gioco Veloce". Al termine di ogni missione, vi verrà dato un grado, che varia da D a SS.
Nelle varie missioni si incontreranno nemici via via più potenti e resistenti, che variano dai classici mech a gigantesche navi corazzate, o anche enormi ragni e serpenti robotici.

## Armi
Per combattere i nemici si avrà a disposizione un armamentario composto da alcune armi: un fucile per sparare colpi a ripetizione, ideale per colpire i singoli nemici nei punti deboli; un lanciamissili automatico, che potrà sparare dai 6 ai 14 missili; particolarità di quest'arma è che se si punta il nemico, questo lo punterà automaticamente e lo si potrà attaccare ovunque egli vada (a meno che non esca dalla visuale di gioco). Infine vi è il Viper Boost; quest'ultimo lo si sblocca dal 2º livello con un grado superiore a B, e lo si avrà per il resto del gioco. Il boost permette di colpire più gruppi di nemici (o un singolo nemico) più volte e procurandogli ingenti danni; quando completamente esaurito, lo si potrà ricaricare colpendo i vari nemici. Se lo si utilizza durante una missione, il grado finale vi apparirà con la scritta Pixy, che sta a significare proprio l'utilizzo del Viper Boost.

## Colonna sonora
La colonna sonora è stata prodotta dai Loudmouth e dagli Static-X. Come musica d'apertura, si sono utilizzate 3 canzoni; nelle versioni Americana, Giapponese ed Europea, viene utilizzata Fly dei Loudmouth; in quella Giapponese Shade dei Feeder e in quella europea Dreamer dei Cast.

## Riferimenti
- Il gioco viene menzionato nella canzone My console degli Eiffel 65.